# Красноармейский район (Чувашия)
Красноарме́йский райо́н (чув. Красноармейски районӗ) — административно-территориальная единица в Чувашской Республике России. В границах района образован одноимённый  муниципальный округ (в 2004-2021 гг. — муниципальный район).
Административный центр — село Красноармейское.

## География
Расположен на севере Чувашской Республики. Граничит на севере с Чебоксарским, на северо-востоке с Цивильским, на юге с Канашским и Вурнарским, на западе с Аликовским и Моргаушским районами. По размерам территория является самым маленьким районом: его площадь 456,3 км², с севера на юг вытянут на 29 км, с запада на восток — на 28 км.

## История
Район образован 9 января 1935 года как Траковский с центром в селе Передние Траки, в 1940 году село было переименовано в Красноармейское, а район соответственно в Красноармейский. 15 февраля 1944 года часть территории Красноармейского района была передана в новый Чурачикский район.
2 ноября 1956 года к Красноармейскому району была присоединена часть территории упразднённого Калининского района. 21 июля 1959 года к Красноармейскому району были присоединены части территорий упразднённых Ишлейского и Чурачикского районов.

## Население
| 1993    | 1997    | 2001    | 2002    | 2005    | 2009    | 2010    | 2011    | 2012    |
| ------- | ------- | ------- | ------- | ------- | ------- | ------- | ------- | ------- |
| 19 200  | ↘18 600 | ↘18 200 | ↘17 940 | ↘17 300 | ↘16 359 | ↘16 036 | ↘15 936 | ↘15 558 |
| 2013    | 2014    | 2015    | 2016    | 2017    | 2018    | 2019    | 2020    | 2021    |
| ↘15 300 | ↘15 163 | ↘14 864 | ↘14 616 | ↘14 279 | ↘14 078 | ↘13 849 | ↘13 680 | ↘12 961 |

### Национальный состав
По данным переписи населения 2010 года Красноармейский район мононационален, абсолютное большинство населения — чуваши (94%), русские проживают в районном центре.
| Национальность | Число указавших национальность и доля от населения района |
| -------------- | --------------------------------------------------------- |
| Чуваши         | 94,00% (15 074)                                           |
| Русские        | 2,78 % (445)                                              |

## Территориальное устройство
В рамках административно-территориального устройства, район делится на 9 административно-территориальных единиц — сельских поселений.
В рамках организации местного самоуправления с 2004 по 2021 гг. муниципальный район включал 9 муниципальных образований со статусом сельского поселения, которые к 1 января 2022 года были упразднены и объединены в единый муниципальный округ.
| № | Сельское поселение                     | Административный центр | Количество населённых пунктов | Население (чел.) | Площадь (км²) |
| - | -------------------------------------- | ---------------------- | ----------------------------- | ---------------- | ------------- |
| 1 | Алманчинское сельское поселение        | село Алманчино         | 8                             | ↘1198            | 64,77         |
| 2 | Большешатьминское сельское поселение   | село Большая Шатьма    | 13                            | ↘1037            | 60,95         |
| 3 | Исаковское сельское поселение          | село Исаково           | 10                            | ↘1187            | 56,60         |
| 4 | Караевское сельское поселение          | село Караево           | 5                             | ↘656             | 28,57         |
| 5 | Красноармейское сельское поселение     | село Красноармейское   | 14                            | ↘5245            | 72,70         |
| 6 | Пикшикское сельское поселение          | деревня Пикшики        | 12                            | ↘750             | 33,74         |
| 7 | Убеевское сельское поселение           | село Убеево            | 8                             | ↗1472            | 48,69         |
| 8 | Чадукасинское сельское поселение       | деревня Чадукасы       | 8                             | ↘669             | 33,29         |
| 9 | Яншихово-Челлинское сельское поселение | деревня Яншихово-Челлы | 11                            | ↘1008            | 57,09         |

## Населённые пункты
В район (муниципальный округ) входят 89 населённых пунктов:
| №  | Населённый пункт | Тип     | Население | Поселение                              |
| -- | ---------------- | ------- | --------- | -------------------------------------- |
| 1  | Албахтино        | деревня | ↗269      | Алманчинское сельское поселение        |
| 2  | Алманчино        | село    | ↗343      | Алманчинское сельское поселение        |
| 3  | Анаткасы         | деревня | ↗174      | Большешатьминское сельское поселение   |
| 4  | Арзюнакасы       | деревня | ↘66       | Чадукасинское сельское поселение       |
| 5  | Байсубино        | деревня | ↗230      | Убеевское сельское поселение           |
| 6  | Большая Шатьма   | село    | ↗134      | Большешатьминское сельское поселение   |
| 7  | Бурундуки        | деревня | ↘200      | Большешатьминское сельское поселение   |
| 8  | Ванюшкасы        | деревня | ↗78       | Исаковское сельское поселение          |
| 9  | Васнары          | деревня | ↗283      | Красноармейское сельское поселение     |
| 10 | Верхние Кожары   | деревня | ↘70       | Убеевское сельское поселение           |
| 11 | Верхняя Типсирма | деревня | ↘26       | Большешатьминское сельское поселение   |
| 12 | Вотланы          | деревня | ↗141      | Красноармейское сельское поселение     |
| 13 | Вурманкас-Чурино | деревня | ↗104      | Алманчинское сельское поселение        |
| 14 | Вурманкасы       | деревня | ↗126      | Алманчинское сельское поселение        |
| 15 | Вурманкасы       | деревня | ↗123      | Пикшикское сельское поселение          |
| 16 | Вурманкасы       | деревня | ↗49       | Яншихово-Челлинское сельское поселение |
| 17 | Голов            | деревня | ↗106      | Большешатьминское сельское поселение   |
| 18 | Дворики          | деревня | ↘66       | Большешатьминское сельское поселение   |
| 19 | Досаево          | деревня | ↗390      | Убеевское сельское поселение           |
| 20 | Дубовка          | деревня | ↗61       | Исаковское сельское поселение          |
| 21 | Енешкасы         | деревня | ↗124      | Чадукасинское сельское поселение       |
| 22 | Задние Карыки    | деревня | ↗113      | Красноармейское сельское поселение     |
| 23 | Именево          | село    | ↗472      | Яншихово-Челлинское сельское поселение |
| 24 | Исаково          | село    | ↗419      | Исаковское сельское поселение          |
| 25 | Караево          | село    | ↗275      | Караевское сельское поселение          |
| 26 | Кивьялы          | деревня | ↘4        | Пикшикское сельское поселение          |
| 27 | Кирегаси         | деревня | ↗35       | Убеевское сельское поселение           |
| 28 | Кожары           | деревня | ↗131      | Большешатьминское сельское поселение   |
| 29 | Кошки            | деревня | ↗240      | Большешатьминское сельское поселение   |
| 30 | Красноармейское  | село    | ↘3900     | Красноармейское сельское поселение     |
| 31 | Крендейкасы      | деревня | ↗120      | Красноармейское сельское поселение     |
| 32 | Кумагалы         | деревня | ↗50       | Исаковское сельское поселение          |
| 33 | Кюль-Сирма       | деревня | ↗96       | Пикшикское сельское поселение          |
| 34 | Кюльхири         | деревня | ↗200      | Караевское сельское поселение          |
| 35 | Липовка          | деревня | ↗43       | Красноармейское сельское поселение     |
| 36 | Малые Собары     | деревня | ↗57       | Яншихово-Челлинское сельское поселение |
| 37 | Малые Чёллы      | деревня | ↗50       | Яншихово-Челлинское сельское поселение |
| 38 | Нижние Кожары    | деревня | ↗150      | Убеевское сельское поселение           |
| 39 | Нижняя Типсирма  | деревня | →101      | Большешатьминское сельское поселение   |
| 40 | Нимичкасы        | деревня | ↗243      | Алманчинское сельское поселение        |
| 41 | Новые Выселки    | деревня | ↗52       | Чадукасинское сельское поселение       |
| 42 | Новые Игити      | деревня | ↘137      | Убеевское сельское поселение           |
| 43 | Оба-Сирма        | деревня | ↗60       | Большешатьминское сельское поселение   |
| 44 | Ойрисюрт         | деревня | ↗57       | Пикшикское сельское поселение          |
| 45 | Очкасы           | деревня | ↗32       | Исаковское сельское поселение          |
| 46 | Первые Синьялы   | деревня | ↗47       | Яншихово-Челлинское сельское поселение |
| 47 | Передние Карыки  | деревня | ↗114      | Красноармейское сельское поселение     |
| 48 | Пикшики          | деревня | ↗297      | Пикшикское сельское поселение          |
| 49 | Полайкасы        | деревня | ↗179      | Чадукасинское сельское поселение       |
| 50 | Пшонги           | деревня | ↗91       | Исаковское сельское поселение          |
| 51 | Санькасы         | деревня | ↗110      | Яншихово-Челлинское сельское поселение |
| 52 | Серткасы         | деревня | ↗34       | Яншихово-Челлинское сельское поселение |
| 53 | Сесмеры          | деревня | ↗115      | Пикшикское сельское поселение          |
| 54 | Синьял-Караево   | деревня | ↗119      | Караевское сельское поселение          |
| 55 | Синьял-Убеево    | деревня | ↗156      | Красноармейское сельское поселение     |
| 56 | Синьял-Чурино    | деревня | ↗354      | Алманчинское сельское поселение        |
| 57 | Синьял-Шатьма    | деревня | ↗102      | Пикшикское сельское поселение          |
| 58 | Сирикли          | деревня | ↗202      | Исаковское сельское поселение          |
| 59 | Сирмапоси        | деревня | ↗225      | Караевское сельское поселение          |
| 60 | Сормхири         | деревня | ↗232      | Караевское сельское поселение          |
| 61 | Старые Игити     | деревня | ↗178      | Красноармейское сельское поселение     |
| 62 | Сявал-Сирма      | деревня | ↗58       | Чадукасинское сельское поселение       |
| 63 | Таныши           | деревня | ↗145      | Исаковское сельское поселение          |
| 64 | Тватпюрть        | деревня | ↗45       | Большешатьминское сельское поселение   |
| 65 | Типвары          | деревня | ↗26       | Чадукасинское сельское поселение       |
| 66 | Тоганаши         | деревня | ↘15       | Пикшикское сельское поселение          |
| 67 | Траки            | станция | ↗21       | Яншихово-Челлинское сельское поселение |
| 68 | Тузи-Чурино      | деревня | ↗283      | Алманчинское сельское поселение        |
| 69 | Убеево           | село    | ↗275      | Убеевское сельское поселение           |
| 70 | Хлеси            | деревня | ↗123      | Красноармейское сельское поселение     |
| 71 | Хозакасы         | деревня | ↗159      | Красноармейское сельское поселение     |
| 72 | Чадукасы         | деревня | ↗397      | Чадукасинское сельское поселение       |
| 73 | Четрики          | деревня | ↗89       | Большешатьминское сельское поселение   |
| 74 | Чиганары         | деревня | ↗75       | Красноармейское сельское поселение     |
| 75 | Чумаши           | деревня | ↗30       | Яншихово-Челлинское сельское поселение |
| 76 | Шивбоси          | деревня | ↘171      | Алманчинское сельское поселение        |
| 77 | Шинарпоси        | деревня | ↗106      | Чадукасинское сельское поселение       |
| 78 | Шипырлавар       | деревня | ↗45       | Пикшикское сельское поселение          |
| 79 | Шорги            | деревня | ↗49       | Яншихово-Челлинское сельское поселение |
| 80 | Шупоси           | деревня | ↘65       | Пикшикское сельское поселение          |
| 81 | Ыхракасы         | деревня | ↗101      | Пикшикское сельское поселение          |
| 82 | Юпрямы           | деревня | ↘103      | Большешатьминское сельское поселение   |
| 83 | Юськасы          | деревня | ↗120      | Красноармейское сельское поселение     |
| 84 | Ямайкасы         | деревня | ↗94       | Пикшикское сельское поселение          |
| 85 | Яманаки          | деревня | ↗560      | Исаковское сельское поселение          |
| 86 | Янгасы           | деревня | ↗313      | Красноармейское сельское поселение     |
| 87 | Янмурзино        | деревня | ↗496      | Убеевское сельское поселение           |
| 88 | Яншихово-Челлы   | деревня | ↗571      | Яншихово-Челлинское сельское поселение |
| 89 | Яшкильдино       | деревня | ↗126      | Исаковское сельское поселение          |

## Природа
Красноармейский район расположен в пределах Чувашского плато, характеризуется полого-холмистой поверхностью, расчленённого оврагами (глубина до 20—35 м) и долинами реки Большой Цивиль с притоками. Имеется несколько месторождений торфа, используемого в качестве удобрений, два месторождения кирпичного сырья: глины и суглинки четвертичного и юрского периодов.
Климат района умеренно континентальный с холодной зимой и умеренно жарким летом. Средняя температура января −12,8 °C, абсолютный минимум −46 °C; средняя температура июля 18,8 °C, абсолютный максимум 38 °C. Среднегодовая сумма осадков составляет 446 мм, летом выпадает до 70 % общей суммы осадков.
Речная сеть представлена 20-километровым участком Большого Цивиля и её левобережными притоками — Большой и Малой Шатьмой. Южная граница района проходит по берегу реки Сормы. В районе есть озеро Кюльхири и озеро Кошкинское.
На севере и востоке представлены дерново-слабоподзолистые почвы (18 % общей площади района). В центральной и западной частях находятся светло-серые лесные, на востоке и юго-востоке расположены типично серые лесные, к востоку от долины Большого Цивиля распространены тёмно-серые лесные почвы.
Красноармейский район расположен в Приволжской дубравно-лесостепной лесорастительной зоне. Леса протянулись от западного угла района через село Красноармейское к железной дороге, занимают 7 % площади района, в их составе доминирует дуб. Около 12 % территории составляют луга и степь.

## Экономика
Красноармейский район сельскохозяйственный, специализирующийся на выращивании зерновых, овощей, картофеля, хмеля и в мясо-молочном животноводстве. Развито свиноводство, овцеводство, пчеловодство. В целом район производит 3,9 % валовой сельхозпродукции Чувашской Республики. Промышленность носит обслуживающий сельское хозяйство характер и представлена молочным заводом, производством хлебобулочных изделий, комбикормов. Ведутся ремонт сельхозтехники, столярно-плотничные и деревообрабатывающие работы, производится кирпич.

## Транспорт
На территории района функционирует железнодорожный и автомобильный виды транспорта. На долю автомобильного транспорта приходится 98 % грузовых и 84 % пассажирских перевозок. Основные автодороги: «Красноармейское —Чебоксары» (через Ишаки), «Красноармейское —Чебоксары» (через Цивильск), «Красноармейское —Батырево». На востоке район пересекает железная дорога «Канаш —Чебоксары».

## Культура
В Красноармейском районе действует 33 учебных заведения, 2 школы искусств, 2 музея, 15 библиотеки, 48 клубных учреждений.